# 民主主義サミット

民主主義サミット参加国・地域

民主主義サミット（みんしゅしゅぎサミット、英：The Summit for Democracy）は、2021年12月9日から10日にかけて第46代アメリカ合衆国大統領のジョー・バイデンが主催した、Web会議形式の仮想サミットである。
目的は「国内の民主主義を刷新し、海外の独裁国家に立ち向かうため」とされた 。主題は「権威主義からの防衛」「汚職への対処と戦い」「人権尊重の推進」の3つであった。109の国家と2の地域が招待された一方、中華人民共和国やロシア連邦などの国々が除外された。

## 経緯
アメリカ合衆国第46代大統領のジョー・バイデンが大統領選挙を戦っていた2019年7月に開催を提唱した。当時現職だったドナルド・トランプ大統領の外交政策がアメリカの孤立を招いていると批判し、自身が当選した場合はバラク・オバマ前大統領が提唱した核セキュリティ・サミットを念頭に、自由主義国の精神や共通目的を再確認するための民主主義に関するサミットを就任1年目に開催すると言及した。バイデンは2020年11月の大統領選挙で当選し、2021年1月に就任。同年8月11日、米ホワイトハウスは12月9日から10日の日程で民主主義諸国の首脳らが参加する民主主義サミットをオンライン形式で開催することを発表した。
この時点で具体的な参加国は明らかになっていなかったが、11月23日に米国務省が約110の国と地域からなる参加国リストを発表し、中華人民共和国やロシア連邦が招待されなかった一方、中華民国（台湾）が招待されたことが明らかとなった。このほか中国が勢力を広げるアフリカや中南米などの途上国も招待されたほか、強権的とされるフィリピンやブラジルも招待されたものの、北大西洋条約機構(NATO)加盟国のトルコ、アメリカとの同盟関係にあるエジプト、欧州連合(EU)に加盟するハンガリーは排除された。
特に中国は台湾が招待されたことなどからサミットに反発し、アメリカに対する批判を繰り返した。11月26日、中国外務省はこのサミットを民主主義を騙る内政干渉だと表現し、王毅外相はアメリカが世界の指導者を気取っていると指摘、民主主義の実践は国によって異なるもので模範はないと主張した。12月4日には中国政府が『中国の民主』と題した2万字からなる白書を公表。この中では中国共産党の主導する『中国式民主主義』の特色と成果が強調されており、開催が間近に迫った民主主義サミットに対抗するものと受け止められた。
民主主義サミットは最終的に111の国と地域の指導者が招待され、予定通り12月9日から10日の2日間にかけてオンライン形式で行われた。バイデンは世界各地に民主主義の花を咲かせると成果を強調し、2回目のサミットを翌年に対面式で開催することに意欲を示したものの、拘束力のある共同声明などは出されず、アメリカの一部の専門家からは学会の発表のようだったと酷評された。

## 招待国・地域
複数政党制による選挙を実施している110の国家と1の地域（欧州連合）が招待された。人口面では、世界の上位10カ国のうち7カ国が含まれた。
招待国一覧は以下の通り。地域区分はポリティコ社の記事に基づく。

### アフリカ
- アンゴラ
- ボツワナ
- カーボベルデ
- コンゴ民主共和国
- ガーナ
- ケニア
- リベリア
- マラウイ
- モーリシャス
- ナミビア
- ニジェール
- ナイジェリア
- サントメ・プリンシペ
- セネガル
- セーシェル
- 南アフリカ共和国
- ザンビア

### 東アジア・オセアニア
- オーストラリア
- フィジー
- インドネシア
- 日本 - 首相の岸田文雄が出席した。人権問題や自由と民主主義、法の支配の尊重を述べたほか、労働者の権利を保護する国際労働機関への資金拠出を表明した[13]。
- キリバス
- マレーシア
- マーシャル諸島
- ミクロネシア連邦
- モンゴル
- ナウル
- ニュージーランド
- パラオ
- パプアニューギニア
- フィリピン
- サモア
- 韓国
- ソロモン諸島
- 東ティモール
- 中華民国（台湾） - 総統の蔡英文や外交部長ではなく、駐米台北経済文化代表処代表（駐米大使に相当）の蕭美琴およびデジタル担当大臣のオードリー・タンが出席した[14]。タンの出席は中国への刺激を抑え、台湾社会の多様性を発揚するためと考えられた[15]。
- トンガ
- バヌアツ

### ヨーロッパ
- アルバニア
- アルメニア
- オーストリア
- ベルギー
- ブルガリア
- クロアチア
- チェコ
- キプロス
- デンマーク
- エストニア
- フィンランド
- フランス
- ドイツ
- ギリシャ
- ジョージア
- アイスランド
- アイルランド
- イタリア
- コソボ
- ラトビア
- リトアニア
- ルクセンブルク
- マルタ
- モンテネグロ
- モルドバ
- オランダ
- 北マケドニア
- ノルウェー
- ポーランド
- ポルトガル
- ルーマニア
- スロバキア
- スロベニア
- スペイン
- スウェーデン
- スイス
- ウクライナ
- イギリス

### 中東・北アフリカ
- イラク
- イスラエル

### 南・中央アジア
- インド
- モルディブ
- ネパール
- パキスタン - 招待されたが欠席した。招待に謝意を示した上で、人権や民主主義の問題については「将来、適切な時期に取り組む」と表明した。親密な 中国へ配慮したと考えられた[16]。

### 北米・中南米
- アンティグア・バーブーダ
- アルゼンチン
- バルバドス
- バハマ
- ベリーズ
- ブラジル
- カナダ
- チリ
- コロンビア
- コスタリカ
- ドミニカ国
- ドミニカ共和国
- エクアドル
- グレナダ
- ガイアナ
- ジャマイカ
- メキシコ
- パナマ
- パラグアイ
- ペルー
- セントクリストファー・ネイビス
- セントルシア
- セントビンセント・グレナディーン
- スリナム
- トリニダード・トバゴ
- アメリカ合衆国
- ウルグアイ

## 除外国
除外された国々は、ユーラシア大陸の中央部から東部、またアフリカ大陸に目立った。
 中国（中華人民共和国）と ロシアが除外された。また、 トルコや ハンガリーは北大西洋条約機構の同盟国であるにもかかわらず、権威主義的な支配者に統治されているため除外された。
一方で、招待された中には フィリピンや ナイジェリア、 パキスタンといった、超法規的措置による殺人（英語版）や拷問などの「重大な人権問題がある」とアメリカ国務省によって指摘されている国々が含まれていた。これには賛否両論であった。
以下、地域別に述べる。分類は日本国の外務省に基づく。

### 南北アメリカ
南北アメリカ大陸からは、アメリカ合衆国（米国）を除いた34カ国のうち26カ国が招待された。除外された8カ国は以下の通り。
- キューバ - 社会主義国である[4]。
- ベネズエラ - 正当な選挙が行われていないと指摘される[4]。
- エルサルバドル
- グアテマラ
- ニカラグア
- ハイチ
- ボリビア
- ホンジュラス

### ヨーロッパ
ヨーロッパ（中央アジアを含む）からは54カ国のうち39カ国および欧州連合が招待され、15カ国が除外された。かつての冷戦時代における西側諸国はほとんど招待されたが、かつての東側諸国や旧ソビエト連邦から独立した国々（ 独立国家共同体）は多くが除外された。
除外された国は以下の通り。
- アゼルバイジャン
- アンドラ
- ウズベキスタン
- カザフスタン
- キルギス
- サンマリノ
- セルビア
- タジキスタン
- バチカン
- ハンガリー - 大統領の独裁が問題視されている[4]。民主主義の弱体化が進められていると考えられている[17]。
- ベラルーシ- 大統領の独裁が問題視されている[4]。
- ボスニア・ヘルツェゴビナ
- リヒテンシュタイン
- ロシア - 大統領プーチンが圧倒的な権力で長期政権を維持している[4]。本サミットに強く反発し、ロシア外務省は「主催者らは世界の民主主義と人権を促進するリーダーだと主張しているが、その実績は理想とは程遠い。米国やその同盟国は言論の自由や選挙制度などで慢性的な問題を抱えており、民主主義の道しるべにはなれない」と批判した[19]。

また、一部の国から国家承認を得ているものの、国際連合非加盟国である次の国も除外された。
- コソボ　民主主義サミット加入

### オセアニア
オセアニア（大洋州）からは、国際連合に加盟する14カ国のうち13カ国が招待された。除外された国は以下の通り。
- ツバル

また、国際連合非加盟国である次の2カ国も除外された。
- ニウエ
- クック諸島

### アジア
アジア（狭義には東アジア・東南アジア・南アジア）からは26カ国・地域のうち12カ国・地域が招待され、14カ国が除外された。一方、 フィリピンや インドなど、米国が中国と対抗するために関係を重視している国々は招待された。
除外された中には以下のような国々が含まれた。
- 中国（中華人民共和国） - 本サミットに強く反発し、外交部副報道局長の汪文斌は「民主主義サミットは世界の民主主義を守るものではなく、米国の覇権を守るものだ。米国が民主主義の旗の下に政治ゲームをやっても、国際社会に反対されるだけだ」と批判した[20]。
- 北朝鮮（朝鮮民主主義人民共和国）
- ミャンマー - 軍事政権が復活した[4]。
- シンガポール - 権威主義による統治体制を問題視。
- カンボジア
- タイ
- ベトナム - 社会主義による統治体制を問題視。
- バングラデシュ
- ブータン - アメリカとの国交がない。
- ブルネイ
- スリランカ
- ラオス - 社会主義による統治体制を問題視。

### 中東
中東（西アジア）からは16カ国のうち招待されたのはわずか2カ国であり、14カ国が除外された。招待されたのは、米国に親和的な政権が続く イラクと、ユダヤ人のネットワークで米国と関係の深い イスラエルのみであった。
中東にはイスラム教の影響が強い国や紛争が続く国が多く、西欧型の民主主義が根付きづらい環境にあると考えられた。
除外された中には、以下のような大国も含まれた。
- トルコ - 反政府勢力への弾圧が行われている[17]。
- サウジアラビア - 絶対君主制。
- アラブ首長国連邦 - 絶対君主制。
- イラン

### アフリカ
アフリカからは54カ国のうち招待されたのはわずか17カ国であり、37カ国が除外された。アフリカには発展途上国が多く、民主主義が定着していなかったり政治が混迷している国が多いと考えられた。
除外された中には、以下のような大国も含まれた。
- エジプト
- モロッコ